# Zond 5
La Zond 5 fue la quinta misión del programa espacial Zond de la Unión Soviética es considerada la precursora de los vuelos lunares tripulados, principalmente porque fue la primera sonda en dar una vuelta en torno a la Luna y regresar a la Tierra. Se trataba de una nave tipo Soyuz 7K-L1.
La sonda de la misión fue lanzada desde una plataforma para hacer investigaciones científicas durante un vuelo lunar y regresar. El lanzamiento tuvo lugar el 14 de septiembre de 1968 desde el Cosmódromo de Baikonur.
El 18 de septiembre, la nave espacial dio una vuelta alrededor de la Luna. La mayor aproximación a la superficie selenita fue de 1950 kilómetros.
A lo largo del vuelo fueron obtenidas fotografías de alta calidad de la Tierra a una distancia de 90.000 kilómetros. Fueron incluidas en la nave varias tortugas, moscas del vino, lombrices, plantas, semillas y bacterias. El 21 de septiembre de 1968, la cápsula de reentrada ingresó en la atmósfera terrestre, abriendo unos paracaídas a 7 kilómetros de altura. La cápsula cayó en el Océano Índico y fue recuperada en el mismo día.